# Al Reyes
Rafael Alberto "Al" Reyes (nacido el 10 de abril de 1970 en San Cristóbal) es un ex lanzador dominicano que jugó en las Grandes Ligas de Béisbol. Durante su carrera jugó en siete equipos, debutando el 27 de abril de 1995 con los Cerveceros de Milwaukee y más tarde para los Orioles de Baltimore, Los Angeles Dodgers, Piratas de Pittsburgh, Yanquis de Nueva York, Cardenales de San Luis, y Tampa Bay Devil Rays. Fue seleccionado originalmente por los Expos de Montreal en 1988.
Se perdió los playoffs de los Cardenales en 2005 tras desgarrarse un ligamento en su codo derecho, y requirió cirugía reconstructiva.
En 2006, firmó con los Tampa Bay Devil Rays y fue colocado en el roster de los Durham Bulls de la liga menor, pero no jugó un partido esa temporada mientras se recuperaba de una cirugía Tommy John. El 22 de diciembre de 2006, Reyes volvió a firmar con los Tampa Bay Devil Rays, convirtiéndose en su cerrador. Reyes terminó el año 2007 con 26 salvamentos en 30 oportunidades. En particular, sus únicos salvamentos malogrados los falló contra los Diamondbacks de Arizona y los Medias Rojas de Boston.
El 10 de abril de 2008, Reyes estuvo involucrado en una pelea en un bar en el sur de Tampa y  fue neutralizado en dos ocasiones por un agente de policía.  Esto tuvo poco efecto sobre su capacidad de lanzar, ya que la siguiente noche se llevó la victoria para el Rays contra los Orioles.
Reyes fue designado para asignación el 9 de agosto de 2008, y se convirtió en agente libre el 18 de agosto después de rechazar una asignación a las menores. Firmó un contrato de ligas menores con los Mets de Nueva York dos días después, y fue llamado al equipo cuando los rosters se expandieron en septiembre. Fue puesto en libertad el 18 de septiembre de 2008, sin hacer ninguna aparición.
En la temporada 2011 lanzó en la Liga Mexicana para los Petroleros de Minatitlán.